# Adriano Rock
Adriano Rock (рус. Адриано Рок) — студийный альбом итальянского певца и актёра Адриано Челентано, вышедший в ноябре 1968 года.

## Об альбоме
Альбом вышел в конце 1968 года, в канун Рождества. В него вошло десять новых песен, не выходивших ранее. На стороне «А» пластинки Челентано обратился к слушателям и сказал, что если песни понравятся публике и будут хорошо продаваться, то к следующему празднику он выпустит ещё десять.
Несмотря на стремление автора, продажи пластинки вышли провальными. Она стала одной из худших в дискографии Челентано по количеству проданных копий. Альбом достиг десятого места в итальянских чартах, а вышедшая в качестве сингла песня «L’attore» поднялась на восьмое место в национальном хит-параде.
В записи альбома принимала участие жена Адриано Челентано — Клаудиа Мори, исполнившая песню «Come farai». Композиция «Napoleone, il cowboy e lo zar» («Наполеон, Ковбой и Царь») позже была переиздана Челентано в 1991 году. В альбоме Il re degli ignoranti были изменены название песни и аранжировка.

## Список композиций
1. L’attore
2. Non ci fate caso
3. Come farai (исполняет Клаудиа Мори)
4. La tana del re
5. Tutto da mia madre
6. Napoleone, il cowboy e lo zar
7. Il grande Sarto
8. L’ora del boogie
9. Il filo di Arianna
10. Miseria nera
11. Ea (bonus track)